# Territoire de Belfort
Territoire de Belfort ( fransk udtale ?) er et fransk departement i regionen Franche-Comté. Hovedbyen er Belfort, og departementet har 137.408 indbyggere (1999).
Historisk er departementet en (fransktalende) del af Alsace.
Der er 1 arrondissementer, 9 kantoner og 102 kommuner i Territoire de Belfort.